# タテノリライブパーティー
タテノリライブパーティーは、HBCラジオで1989年4月から1992年9月まで放送されていた、現在カーナビラジオのメインパーソナリティのYASUがパーソナリティを務めていたラジオ番組。
放送開始当時、YASUは及出泰（おいでやす）と言う芸名で、ロックバンドストリート・ダンサーのボーカルだった。
及出泰が1989年3月まで水曜日のパーソナリティーを担当していた深夜番組『真夜中らじお組』の終了を受け、リスナーからの強い要望もあり土曜深夜の30分番組としてスタート。その後放送時間の変更・拡大を経て、その度にファンを拡大していき最後の公開録音には全国とは行かなくとも東日本全域からリスナーが集結した。
この番組は公開録音スタイルがとられており、当初は改装前の第3スタジオでギャラリーも5〜6人だったが、その後常時10人以上集まるようになり、更にギャラリーの数が増えたため広い第1スタジオに移って収録するようになった。番組中期以降は常時20〜30人、春夏冬の学校の休みや大型連休時には30人を超えるギャラリーが集まった。当初、金曜の夜の収録だったがのちに土曜夜の収録に変更になった。また、及出泰がSTUDIO C2 SQUAREを担当することになるがこちらもタテノリ収録前に同じスタジオで公開録音を行った。

## 番組の歩み

### 及出泰のタテノリライブパーティー

#### 放送時期
1989年4月から1989年9月まで

#### 放送時間
毎週土曜27時から27時30分まで

#### 番組概要
らじお組の雰囲気を引き継ぎ、初期の頃は電話以外のコーナーはよく中止になったり、いつの間にか消えていたりした。また、27時30分からのYOUのO型でごめんねとの連動キーワードクイズ、「タテノリO型クイズ」も実施していた。

#### コーナー
- 私、悩んでます：有名人の人には言えない悩みを本人に代わって打ち明けよう、という有名人の悪口コーナー。いつの間にか終了。
- 私が一番幸せを感じるとき：「かきで大きな耳垢が取れたとき」など、リスナーのささやかな幸せを感じる瞬間を告白してもらうコーナー。数週間で終了。
- タテノリホットライン：収録中のスタジオとリスナーの家を電話でつなぎ、スタジオに来る事が難しいリスナーも番組に参加してもらうコーナー。のちに勝ち抜き物真似バトル、テレフォンXへと発展。
- リスナー分布図大作戦：聴取率調査の対象時間外のため、番組独自でリスナーの分布を調査。北海道の各支庁別に調査を実施したが、結果は惨憺たるもの。更には最後の週に道内外関係なしで全部募集したところ今までの調査と数が合わなかった。
- 口に出すナニ恥ずかしいコーナー：普通の単語なのに卑猥な感じのする言葉を挙げていくコーナー。時間帯移動に伴い終了。
- 災い転じて福となる：リスナーの悩み相談をきっかけに、さまざまな苦難を逆手にとっていくやり方を挙げていくコーナー。勿論、実際には使えないものばかりだが。
- タテノリ生ライブ：毎週及出泰がギターの弾き語りをする、番組の締めのコーナー。

### 及出泰のニュータテノリライブパーティー

#### 放送時期
1989年10月から1990年3月まで

#### 放送時間
毎週日曜19時30分から20時まで

#### 番組概要
放送時間がもうすぐ夜明けと言う深夜から一気に浅い時間帯に移動。それに伴い一部過激な内容のコーナーは廃止したはずだったが、開始から2週目で「タテノリじゃなくワルノリ」と揶揄した抗議の手紙が届く。この頃からリスナーが増え始め、スタジオのギャラリーも増え始めたが、スタジオ改装のため2ヶ月ほど狭い第5スタジオでの収録となり、寿司詰め状態での収録となる。この頃から各コーナーが定着するようになる。

#### コーナー
- 災い転じて福となる
- カラダで勝負！いい仕事しまっせー：スタジオ常連ギャラリーのひーさんがスタジオでジェスチャーをして、及出泰が実況、それをリスナーが聞いて答えを考えるコーナー。簡単な問題で結構正解が出たが、ワザととんでもない答えを書いてくるドはずし賞狙いのリスナーも多かった。
- タテノリホットライン・勝ち抜き物真似バトル：2人のリスナーと同時につなぎ、物真似バトルをやって5週勝ち抜きで豪華商品、だったが結局出なかった。
- タテノリ生ライブ

### タテノリライブパーティー

#### 放送時期
1990年4月から1992年3月まで

#### 放送時間
毎週日曜25時から26時まで

#### 番組概要
らじお組時代からの悲願の60分ワイド化。間に五木寛之の夜を挟むが、24時からラジアメ、26時からコサキン増刊号と前後の番組に恵まれたほか、STVの人気番組アタックヤングが終わった後にスタートするため、STVのリスナーも多数こちらに移動してきた。この頃、リスナー、ギャラリー共に爆発的に増え、第3スタジオが手狭になって来たために第1スタジオに移動。また、この番組の途中で芸名を及出泰から現在のYASUに変えた。

#### コーナー
- 真夜中のクラブ活動：リスナーが部を立ち上げ活動方針を公開。次週入部希望が5人以上あれば成立、満たなければ失敗。1年くらい続いた。
- 勝ち抜きネタ合戦・放送作家への道：クラブ活動終了後に始まったコーナー。リスナーがはがきネタのコーナーを考案。次週5枚以上葉書が来たら勝ち抜き。5週勝ち抜きで放送作家の称号を獲得。
- 災い転じて福となる
- カラダで勝負！いい仕事しまっせー
- P小説：少し卑猥な感じの小説を朗読し、その中の一つの単語の一部または全部を放送禁止用語などに使われるピー音で隠してその単語を当てるコーナー。カラダで勝負と同様にドはずし狙いの答えも多数寄せられる。YASU自身答えのメロディーが判らず、ギャラリーに尋ねたところ大合唱となった（そのときのお題：せいP→）『青雲（せいうん）、それは〜（中略）〜幸せのあおい雲、青雲♪』というのもその一例。一度終了するがその後のコーナーが不評＆P小説再開希望が多数寄せられ再開された。
- タテノリホットライン・テレフォンX：やはり2人のリスナーを同時につなぎ連想ゲーム対決。出題はスタジオのギャラリーが行った。
- YASUのソング・フォー・ユー：リスナーから詞を募り、優秀作にYASUが曲をつけてスタジオで歌った。それまでの生ライブは減少した。

### YASUのタテノリライブパーティーワイド

#### 放送時期
1992年4月から1992年10月まで

#### 放送時間
毎週月曜から金曜24時から24時30分まで

#### 番組概要
真夜中らじお組以来の平日の深夜に進出し、今度は月〜金の帯番組に拡大。前年1991年にこの枠で放送されていた外国人DJによる番組『HI! FRIENDS AT MIDNIGHT』が1991年10月改編で終了した後は日替わりでラジオ番組制作プロダクション制作によるネット受け番組が5本並ぶ編成となっていたが、本番組のスタートによりこの枠に自社制作番組が復活。月曜・火曜が今まで通りの公開録音、木曜・金曜は生放送と言うスタイルだった。
歴代のHBCラジオの24時台の番組としては最も善戦したが、スポンサーがつかなかったため終了の憂き目に会う。一説には当時のHBCの局のイメージに合わなかったためとも言われる。
本番組終了後はそれまで途中の25:00からの飛び乗りスタートだった『パックインミュージック21』が枠拡大して制作のTBSラジオと同時刻の24:00放送開始となり、この枠における自社制作番組は再度消滅。YASUはその後1994年4月からスタートしたバラカルト水曜『YASUのブートレッグナイト〜子供は早く寝なさい〜』（毎週水曜日 24:00 - 25:00）でこの枠に戻っている。

#### 月曜深夜（公開録音）
- 勝ち抜きネタ合戦・放送作家への道

#### 火曜深夜（公開録音）
- P小説
- タテノリホットライン・テレフォンX
- YASUのソング・フォー・ユー

#### 水曜深夜
- ハイスクールネット：道内の高校（と言うか札幌の高校）の放送部をスタジオに呼んで放送。

#### 木曜深夜（生放送）
- ギョー天：業界関係者による覆面座談会。

#### 金曜深夜（生放送）
- キング・オブ・ポンチーズ：YASUの子分、ポンチーズが毎回お馬鹿な指令を実行。

| HBCラジオ 土曜 27:00 - 27:30 枠 | HBCラジオ 土曜 27:00 - 27:30 枠                                           | HBCラジオ 土曜 27:00 - 27:30 枠                                                                          |
| 前番組 | 番組名                                                                    | 次番組                                                                                                   |
| --- | ------------------------------------------------------------------------- | --- |
| ウィークエンドGO!GO! （26:00 - 29:00） | 及出泰のタテノリライブパーティー （1989年4月〜1989年9月）                 | Sounds of the Western Front （26:25 - 27:30）                                                            |
| HBCラジオ 日曜 19:30 - 20:00 枠 （1989年度ナイターオフ）                                                                                                 |                                                                           | |
| 1988年度 井森美幸の今夜はサイテー | 1989年度 及出泰のニュータテノリライブパーティー （1989年10月〜1990年3月） | 1990年度 やったぜ! アツアツスポーツ                                                                      |
| HBCラジオ 日曜 25:00 - 26:00 枠 |                                                                           | |
| コサキン増刊号 （1990年4月からは1時間繰り下げ、 26:00 - 27:00枠へ）                                                                                      | タテノリライブパーティー （1990年4月〜1992年3月）                         | やったぜ! アツアツスポーツ （25:00 - 25:30）水野浩二のアジア・ステーション （25:30 - 26:00）             |
| HBCラジオ 月曜〜金曜 24:00 - 24:30 枠 |                                                                           | |
| 坂本冬美 演歌で恋して（月曜）高山美図紀 夢を追いかけて（火曜）姫乃樹リカのおしゃべりサラダ（水曜）マルシアのHappy smile（木曜）HIROKO UP TO BEAT（金曜） | YASUのタテノリライブパーティーワイド （1992年4月〜1992年9月）             | パックインミュージック21 （25:00から飛び乗りだったものを、 枠拡大して制作のTBSラジオと同時刻に放送開始） |